# Fulvy
Fulvy es una localidad y comuna francesa situada en la región de Borgoña, departamento de Yonne, en el distrito de Avallon y cantón de Ancy-le-Franc.

## Demografía
| 192 | 213 | 195 | 210 | 164 | 186 | 156 | 177 | 207 | 190 | 220 | 202 | 196 | 198 | 185 | 181 | 182 | 197 | 198 | 221 | 232 | 223 | 208 | 193 | 183 | 196 | 173 | 205 | 205 | 184 | 176 | 156 | 142 |
| Para los censos de 1962 a 1999 la población legal corresponde a la población sin duplicidades (Fuente: INSEE [Consultar]) |     |     |     |     |     |     |     |     |     |     |     |     |     |     |     |     |     |     |     |     |     |     |     |     |     |     |     |     |     |     |     |     |